# Exoprosopa rufina
Exoprosopa rufina är en tvåvingeart som beskrevs av Mario Bezzi 1924. Exoprosopa rufina ingår i släktet Exoprosopa och familjen svävflugor. Inga underarter finns listade i Catalogue of Life.